# Hình Đài
Hình Đài (邢台, Xíngtái) là một địa cấp thị thuộc tỉnh Hà Bắc, Cộng hòa Nhân dân Trung Hoa. Năm 2004, dân số đô thị của Hình Đài là 561.400 và tổng dân số là 6,73 triệu. Hình Đài giáp Thạch Gia Trang và Hành Thủy về phía bắc, Hàm Đan về phía nam, và các tỉnh Sơn Đông về phía đông, Sơn Tây về phía tây.
Địa cấp thị Hình Đài có tổng diện tích 12.486 km².

## Lịch sử
Hình Đài là thành phố thuộc dạng cổ nhất tại Hoa Bắc. Lịch sử Hình Đài có thể lần ngược lại tới 3500 năm trước. Trong thời nhà Thương (1600 TCN-1046 TCN), khu vực Hình Đài là kinh đô của triều đại này. Trong thời nhà Chu (1122 TCN-256 TCN), nước Hình (邢) được thành lập tại khu vực ngày nay là Hình Đài với tên gọi của nó bắt nguồn từ đây. Trong thời kỳ Chiến Quốc (473 TCN-221 TCN), nước Triệu có một thời gian tạm dùng Hình Đài làm kinh đô. Thành phố được biết đến như là Tín Đô trong phần lớn thời gian thuộc nhà Tần (221 TCN-206 TCN) nhưng sau trận Cự Lộc (ngày nay là Hình Đài) năm 207 TCN nó được gọi là Tương Quốc, kinh đô của vương quốc Triệu (Thường Sơn vương Trương Nhĩ). Khi nhà nước Hậu Triệu (một quốc gia trong thời Thập lục quốc, 319-351) do Thạch Lặc của bộ lạc Yết lập ra, kinh đô của nó cũng nằm tại Tương Quốc, lập ra quận Tương Quốc. Năm 589, Tùy Văn Đế đổi huyện Tương Quốc thành huyện Long Cương, nằm trong quận Tương Quốc. Năm 596 đổi quận Tương Quốc thành Hình châu. Năm 607, Tùy Dạng Đế lại đổi Hình châu thành quận Tương Quốc. Năm 742, Đường Huyền Tông đổi quận Tương Quốc thành quận Cự Lộc. Năm 757, Đường Túc Tông đổi quận Cự Lộc thành Hình châu. Năm 1119, Tống Huy Tông đổi Hình châu thành phủ Tín Đức. Năm 1120, đổi huyện Long Cương thành huyện Hình Đài. Năm 1129, phủ Tín Đức đổi thành Hình châu. Năm 1262, Nguyên Thế Tổ đổi Hình châu thành phủ Thuận Đức, năm 1265 đổi thành lộ Thuận Đức. Năm 1368, Minh Thái Tổ đổi lộ Thuận Đức thành phủ Tín Đức và giữ nguyên cho tới năm 1912 thì đổi thành huyện Tín Đức thuộc tỉnh Trực Lệ.

## Các đơn vị hành chính
Địa cấp thị Hình Đài quản lý các đơn vị cấp huyện sau:

### Các quận
Bốn quận nội thành:
- Tương Đô (襄都区)
- Tín Đô (信都区)
- Nhâm Trạch (任泽区)
- Nam Hòa (南和区)

### Các thành phố cấp huyện
Hai huyện cấp thị:
- Thành phố cấp huyện Nam Cung 南宫
- Thành phố cấp huyện Sa Hà 沙河

### Các huyện
12 huyện:
- Bách Hương (柏乡)
- Bình Hương (平乡)
- Cự Lộc (巨鹿)
- Lâm Tây (临西)
- Lâm Thành (临城)
- Long Nghiêu (隆尧)
- Ninh Tấn (宁晋)
- Nội Khâu (内丘)
- Quảng Tông (广宗)
- Tân Hà (新河)
- Thanh Hà (清河)
- Uy (威)